# 風さやかの愛と夢 永遠のタカラジェンヌ
『風さやかの愛と夢 永遠のタカラジェンヌ』（かぜさやかのあいとゆめ えいえんのタカラジェンヌ）は、ラジオ関西で、毎週月曜日に放送されている番組。1999年7月4日放送開始。パーソナリティーは元タカラジェンヌの風さやか。

## 放送時間
月曜20:30 - 21:00

## 番組の概要
宝塚歌劇団卒業生（タカラジェンヌOG）をゲストに迎えてのトークと音楽が中心である。
ゲストは風さやかの交友関係が中心となる。一つ前の時間帯の番組である『ビバ!タカラジェンヌ』が宝塚歌劇団の協力のもと、現役のタカラジェンヌが出演したり舞台音源を放送するのに対し、この番組の場合はゲストはOGのみで、舞台音源が放送されることはない。
ゲストはスタジオに迎える場合もあれば、ゲストのもとに風さやかが出向いていっての録音となる場合もある。トークの締めではゲストと風さやかで宝塚歌劇団の定番ソング（「すみれの花咲く頃」など）を熱唱することが多い。
一方、ゲストがいない週もあり、その場合は風さやか本人の活動報告やリスナーからの便り、風さやか自身の歌で構成される。
披露される歌は宝塚歌劇の曲、自作曲、歌謡曲、演歌、民謡、音頭と多岐にわたる。
また、常設コーナー化されているわけではないが「ことばあそび」というコーナーがある。これは、リスナーから寄せられた、キーワード（少し前の番組内での話題・ゲストにちなんだものが多い）を使ってあいうえお作文で作成された詩に、風さやかが即興でメロディーをつけてア・カペラで唄うコーナーである。
2018年4月23日、放送開始1000回を記念して生放送が行われた。

## 特別番組
毎年7月には放送開始月であることを記念した特別番組を、本番組とは別枠で放送時間を確保して放送される。場合によっては生放送で行われることもある。

## スポンサー
(2008年6月まで)
- 靴のモリタ

(2008年7月から)
- 森田商事
- OFFICEさやか
- 風さやか愛と夢カルチャークラブ

## その他
- 番組名はラジオ関西のタイムテーブル上では「風さやかの愛と夢 永遠のタカラジェンヌ」と表記されている。実際の番組内で本人によって行われるタイトルコールは「風さやか、愛と夢 永遠のタカラジェンヌ」である。
- 番組中でON AIRされるCMもすべて本人の唄およびナレーションで制作されている。